# Pseudopegadomyia glabra
Pseudopegadomyia glabra är en tvåvingeart som först beskrevs av Mario Bezzi 1928.  Pseudopegadomyia glabra ingår i släktet Pseudopegadomyia och familjen vapenflugor.
Artens utbredningsområde är Fiji. Inga underarter finns listade i Catalogue of Life.